# روباسوميرو
روباسوميرو هي كومونا (بلدية) في مدينة تورينو الحضرية في دولة إيطاليا في اقليم بيدمونت، وتقع على بعد حوالي 20 كيلومتر (12 ميل) شمال غرب مدينة تورينو، واعتبارًا من 1-1-2017، كان يبلغ عدد سكانها 3093 وتبلغ مساحتها 8.58 كيلومتر مربع (3.31 ميل2).
تقع روباسوميرو على حدود البلديات التالية: نول، شيري، فيانو، سان ماوريتسيو كانافيزي، كاسيل تورينيزي، دروينتو،فيناريا ريالي.
روباسوميرو هي أول بلدية خالية من الأسلحة النووية في دولة إيطاليا فا في تاريخ 17 نوفمبر 1981 وافق مجلس المدينة على قرار من روباسوميرو بوضع شعار رمزي للغاية ينص على «منطقة خالية من الإشعاعات النووية» أي منطقة يُحظر فيها تركيب أسلحة نووية ومحطات طاقة نووية، وهذا لتعزيز السلام بين الشعوب، ولاستخدام موارد الكوكب لمكافحة الجوع في العالم وحماية البيئة باستخدام الطاقة المتجددة كبديل للطاقة النووية، ومنذ ذلك الحين، بدأت حركة واسعة في جميع أنحاء دولة إيطاليا ضد الحرب وضد الخطر النووي الذي أدى إلى نزع السلاح النووي من العديد من المجتمعات والمدن.
راجع أيضًا: "مدن مقاطعة تورينو"، المجلد الخامس. المجلد 2 - قلادة "بلدية بييمونتي - من قبل المجلس الإقليمي لبييمونتي - الاتصالات المؤسسية للمديرية الإقليمية. طباعة فنون الجرافيك جياكون سر - كيري (تورينو) - 2009

## روابط خارجية
- www.comune.robassomero.to.it